# Lista atacurilor cu rachete din invazia Rusiei în Ucraina (aprilie 2022)
Acesta este segmentul din aprilie 2022 al listei atacurilor cu rachete executate de toate părțile implicate în invazia Rusiei în Ucraina din 2022. Nu sunt enumerate loviturile cu rachete neghidate efectuate de forțele de aviație, artilerie, sisteme de lansare multiplă și sisteme S-300. Obiectivele enumerate în coloana „obiectiv lovit” nu sunt în mod necesar cele țintite – în unele cazuri, se referă la locul căderii rachetelor care s-au prăbușit în zbor sau au fost distruse de sisteme anti-rachetă.
Pagina principală: Lista atacurilor cu rachete din invazia Rusiei în Ucraina (2022–prezent). Listele pe luni:
- 2022 – ian · feb · mar · apr · mai · iun · iul · aug · sep · oct · noi · dec
- 2023 – ian · feb · mar · apr · mai · iun · iul · aug · sep · oct · noi · dec
- 2024 – ian · feb · mar · apr · mai · iun

## Aprilie 2022
| Atacuri executate de partea ucraineană | Atacuri executate de partea ucraineană | Atacuri executate de partea ucraineană | Atacuri executate de partea ucraineană | dată          | Atacuri executate de partea rusă                                           | Atacuri executate de partea rusă | Atacuri executate de partea rusă | Atacuri executate de partea rusă | Atacuri executate de partea rusă          |
| regiune                                | localitate                             | tipul rachetei                         | obiective lovite                       | dată          | regiune                                                                    | localitate                       | tipul rachetei                   | interceptate                     | obiective lovite victime: uciși \| răniți |
| -------------------------------------- | -------------------------------------- | -------------------------------------- | -------------------------------------- | ------------- | -------------------------------------------------------------------------- | -------------------------------- | -------------------------------- | -------------------------------- | ----------------------------------------- |
|                                        |                                        |                                        |                                        | 01.04.2022    | regiunea Dnipropetrovsk                                                    | Dnipro                           | —                                | —                                | neidentificat                             |
| regiunea Odesa                         | raionul Odesa                          | Iskander⁠(d)                            | 0/3                                    | 01.04.2022    | neidentificat                                                              |                                  |                                  |                                  |                                           |
| 02.04.2022                             | regiunea Hmelnîțkîi                    | Șepetivka                              | —                                      | 0/1           | infrastructură industrială victime: 0 \| 0                                 |                                  |                                  |                                  |                                           |
| 02.04.2022                             | regiunea Poltava                       | Poltava                                | —                                      | 0/1           | neidentificat                                                              |                                  |                                  |                                  |                                           |
| 02.04.2022                             | regiunea Poltava                       | Kremenciug                             | —                                      | —             | fabrica de prelucrare a țițeiului, depozite de combustibili și lubrifianți |                                  |                                  |                                  |                                           |
| 02.04.2022                             | regiunea Poltava                       | Mîrhorod                               | —                                      | 0/3           | aerodrom militar                                                           |                                  |                                  |                                  |                                           |
| 02.04.2022                             | regiunea Poltava                       | raionul Poltava                        | —                                      | 2/2           | interceptare de apărarea anti-rachetă a Ucrainei                           |                                  |                                  |                                  |                                           |
| 02.04.2022                             | regiunea Dnipropetrovsk                | Pavlohrad                              | —                                      | 0/2           | infrastructură feroviară victime: 0 \| 1                                   |                                  |                                  |                                  |                                           |
| 03.04.2022                             | regiunea Ivano-Frankivsk               | Ivano-Frankivsk                        | —                                      | —             | interceptare de apărarea anti-rachetă a Ucrainei                           |                                  |                                  |                                  |                                           |
| 03.04.2022                             | regiunea Hmelnîțkîi                    | Slavuta                                | —                                      | 1/1           | interceptare de apărarea anti-rachetă a Ucrainei                           |                                  |                                  |                                  |                                           |
| 03.04.2022                             | regiunea Ternopil                      | Ternopil                               | —                                      | 0/1           | depozit petrolier                                                          |                                  |                                  |                                  |                                           |
| 03.04.2022                             | regiunea Mîkolaiiv                     | regiunea Mîkolaiiv                     | H-59⁠(d)                                | 0/1           | elevator / siloz                                                           |                                  |                                  |                                  |                                           |
| 03.04.2022                             | regiunea Donețk                        | Bahmut                                 | —                                      | —             | infrastructură civilă victime: 1 \| 0                                      |                                  |                                  |                                  |                                           |
| 03.04.2022                             | regiunea Odesa                         | Odesa                                  | —                                      | —             | obiect de infrastructură                                                   |                                  |                                  |                                  |                                           |
| 03.04.2022                             | sudul Ucrainei                         | sudul Ucrainei                         | —                                      | 2/2           | interceptare de apărarea anti-rachetă a Ucrainei                           |                                  |                                  |                                  |                                           |
| 04.04.2022                             | regiunea Odesa                         | Odesa                                  | —                                      | —             | obiect de infrastructură                                                   |                                  |                                  |                                  |                                           |
| 04.04.2022                             | regiunea Volînia                       | regiunea Volînia                       | —                                      | —             | interceptare de apărarea anti-rachetă a Ucrainei                           |                                  |                                  |                                  |                                           |
| 05.04.2022                             | regiunea Liov                          | raionul Radehiv                        | —                                      | 2/2           | interceptare de apărarea anti-rachetă a Ucrainei victime: 0 \| 0           |                                  |                                  |                                  |                                           |
| 05.04.2022                             | regiunea Volînia                       | regiunea Volînia                       | —                                      | —             | interceptare de apărarea anti-rachetă a Ucrainei                           |                                  |                                  |                                  |                                           |
| 06.04.2022                             | regiunea Vinița                        | regiunea Vinița                        | —                                      | 0/1           | neidentificat                                                              |                                  |                                  |                                  |                                           |
| 06.04.2022                             | regiunea Dnipropetrovsk                | Dnipro                                 | —                                      | —             | infrastructură industrială                                                 |                                  |                                  |                                  |                                           |
| 06.04.2022                             | regiunea Dnipropetrovsk                | Dnipro                                 | —                                      | —             | depozit petrolier                                                          |                                  |                                  |                                  |                                           |
| 07.04.2022                             | regiunea Odesa                         | regiunea Odesa                         | —                                      | —             | obiect de infrastructură                                                   |                                  |                                  |                                  |                                           |
| 07.04.2022                             | regiunea Jîtomîr                       | Novohrad-Volînskîi                     | —                                      | —             | infrastructură feroviară                                                   |                                  |                                  |                                  |                                           |
| 08.04.2022                             | regiunea Donețk                        | Kramatorsk                             | Tocika⁠(d)                              | 0/1           | scuarul din fața gării victime: 61 \| 121                                  |                                  |                                  |                                  |                                           |
| 09.04.2022                             | regiunea Poltava                       | Mîrhorod                               | —                                      | —             | aerodrom militar                                                           |                                  |                                  |                                  |                                           |
| 10.04.2022                             | regiunea Dnipropetrovsk                | Dnipro                                 | —                                      | 1/11          | Aeroportul Internațional Dnipropetrovsk                                    |                                  |                                  |                                  |                                           |
| 10.04.2022                             | regiunea Dnipropetrovsk                | raionul Pavlohrad                      | —                                      | 1/11          | infrastructură industrială                                                 |                                  |                                  |                                  |                                           |
| 10.04.2022                             | regiunea Dnipropetrovsk                | raionul Dnipro                         | —                                      | 1/11          | fermă                                                                      |                                  |                                  |                                  |                                           |
| 10.04.2022                             | sudul Ucrainei                         | sudul Ucrainei                         | H-59⁠(d)                                | 3/3           | interceptare de apărarea anti-rachetă a Ucrainei victime: 0 \| 0           |                                  |                                  |                                  |                                           |
| 11.04.2022                             | regiunea Luhansk                       | Popasna                                | Tocika⁠(d)                              | 0/1           | neidentificat                                                              |                                  |                                  |                                  |                                           |
| 11.04.2022                             | regiunea Mîkolaiiv                     | Nicolaev                               | —                                      | 0/3           | neidentificat victime: 0 \| 0                                              |                                  |                                  |                                  |                                           |
| 11.04.2022                             | regiunea Mîkolaiiv                     | regiunea Mîkolaiiv                     | —                                      | 0/3           | neidentificat victime: 0 \| 0                                              |                                  |                                  |                                  |                                           |
| 12.04.2022                             | regiunea Hmelnîțkîi                    | regiunea Hmelnîțkîi                    | —                                      | 0/1           | obiect de infrastructură victime: 0 \| 0                                   |                                  |                                  |                                  |                                           |
| 12.04.2022                             | Житомирська область                    | Чуднів                                 | —                                      | 0/1           | obiect de infrastructură                                                   |                                  |                                  |                                  |                                           |
| 12.04.2022                             | regiunea Poltava                       | Mîrhorod                               | —                                      | 0/2           | aerodrom militar                                                           |                                  |                                  |                                  |                                           |
| Marea Neagră                           | Marea Neagră                           | Neptun                                 | crucișătorul Moscova                   | 13.04.2022    | regiunea Dnipropetrovsk                                                    | Cerkaske                         | —                                | —                                | infrastructură civilă victime: 0 \| 7     |
|                                        |                                        |                                        |                                        | 14.04.2022    | regiunea Donețk                                                            | Kramatorsk                       | —                                | 0/1                              | uzina Energomașspețstal⁠(d)                |
| regiunea Cernihiv                      | Horodnea                               | Tocika⁠(d)                              | 0/1                                    | 14.04.2022    | infrastructură civilă                                                      |                                  |                                  |                                  |                                           |
| 15.04.2022                             | regiunea Kirovohrad                    | Oleksandria                            | —                                      | —             | aerodrom militar                                                           |                                  |                                  |                                  |                                           |
| 15.04.2022                             | regiunea Mîkolaiiv                     | Nicolaev                               | —                                      | —             | infrastructură civilă                                                      |                                  |                                  |                                  |                                           |
| 15.04.2022                             | regiunea Kiev                          | regiunea Kiev                          | —                                      | 0/3           | neidentificat                                                              |                                  |                                  |                                  |                                           |
| 16.04.2022                             | regiunea Liov                          | regiunea Liov                          | —                                      | 4/4           | interceptare de apărarea anti-rachetă a Ucrainei victime: 0 \| 0           |                                  |                                  |                                  |                                           |
| 17.04.2022                             | regiunea Kiev                          | Brovarî                                | —                                      | —             | infrastructură civilă                                                      |                                  |                                  |                                  |                                           |
| 18.04.2022                             | regiunea Liov                          | Liov                                   | —                                      | 0/4           | stație de deservire tehnică a automobilelor, depozite victime: 7 \| 11     |                                  |                                  |                                  |                                           |
| 18.04.2022                             | regiunea Kiev                          | Vasîlkiv                               | —                                      | —             | neidentificat                                                              |                                  |                                  |                                  |                                           |
| 19.04.2022                             | regiunea Donețk                        | Kramatorsk                             | —                                      | —             | neidentificat                                                              |                                  |                                  |                                  |                                           |
| 19.04.2022                             | regiunea Mîkolaiiv                     | Baștanka                               | —                                      | —             | spital                                                                     |                                  |                                  |                                  |                                           |
| 20.04.2022                             | regiunea Mîkolaiiv                     | Nicolaev                               | —                                      | —             | infrastructură civilă                                                      |                                  |                                  |                                  |                                           |
| 21.04.2022                             | regiunea Kirovohrad                    | regiunea Kirovohrad                    | —                                      | 2/2           | interceptare de apărarea anti-rachetă a Ucrainei                           |                                  |                                  |                                  |                                           |
| 21.04.2022                             | regiunea Zaporijjea                    | Zaporijjea                             |                                        | 0/2           | avariere a materialului rulant                                             |                                  |                                  |                                  |                                           |
| 22.04.2022                             | regiunea Zaporijjea                    | Zaporijjea                             | —                                      | 0/2           | muzeu                                                                      |                                  |                                  |                                  |                                           |
| 23.04.2022                             | regiunea Mîkolaiiv                     | Nicolaev                               | Kalibr⁠(d)                              | 0/1           | infrastructură civilă                                                      |                                  |                                  |                                  |                                           |
| 23.04.2022                             | regiunea Odesa                         | Odesa                                  | H-101⁠(d)                               | 2/4+          | case de locuit, cimitir victime: 8 \| 19                                   |                                  |                                  |                                  |                                           |
| 24.04.2022                             | regiunea Poltava                       | Kremenciug                             | —                                      | 0/9           | fabrica de prelucrare a țițeiului și centrala termoelectrică               |                                  |                                  |                                  |                                           |
| regiunea Donețk                        | Mariupol                               | Tocika⁠(d)                              | depozit de muniții                     | 25.04.2022    | regiunea Liov                                                              | Krasne                           | —                                | 1/2                              | infrastructură feroviară                  |
|                                        |                                        |                                        |                                        | 25.04.2022    | regiunea Rivne                                                             | raionul Zdolbuniv                | —                                | 0/3                              | infrastructură feroviară                  |
| regiunea Vinița                        | Kozeatîn                               | —                                      | —                                      | 25.04.2022    | infrastructură feroviară                                                   |                                  |                                  |                                  |                                           |
| regiunea Vinița                        | Jmerînka                               | —                                      | 0/2                                    | 25.04.2022    | infrastructură feroviară                                                   |                                  |                                  |                                  |                                           |
| regiunea Mîkolaiiv                     | Oceac                                  | H-35⁠(d)                                | —                                      | 25.04.2022    | infrastructură civilă                                                      |                                  |                                  |                                  |                                           |
| regiunea Jîtomîr                       | Korosten                               | —                                      | —                                      | 25.04.2022    | infrastructură feroviară                                                   |                                  |                                  |                                  |                                           |
| 26.04.2022                             | regiunea Zaporijjea                    | Zaporijjea                             | —                                      | 0/2           | infrastructură industrială                                                 |                                  |                                  |                                  |                                           |
| 26.04.2022                             | regiunea Odesa                         | Bugaz                                  | —                                      | —             | pod                                                                        |                                  |                                  |                                  |                                           |
| regiunea Herson                        | regiunea Odesa                         | Herson                                 | Tocika⁠(d)                              | neidentificat | 27.04.2022                                                                 | Bugaz                            | —                                | —                                | pod                                       |
|                                        |                                        |                                        |                                        | 28.04.2022    | regiunea Hmelnîțkîi                                                        | raionul Șepetivka                | —                                | 0/1                              | obiect de infrastructură victime: 0 \| 0  |
| regiunea Zaporijjea                    | Zaporijjea                             | H-55⁠(d)                                | —                                      | 28.04.2022    | clădiri de locuit victime: 0 \| 3                                          |                                  |                                  |                                  |                                           |
| Kiev                                   | Kiev                                   | —                                      | 0/1                                    | 28.04.2022    | clădire de locuit victime: 1 \| 10                                         |                                  |                                  |                                  |                                           |
| regiunea Kiev                          | Fastiv                                 | —                                      | —                                      | 28.04.2022    | obiect de infrastructură victime: 0 \| 2                                   |                                  |                                  |                                  |                                           |
| regunea Donețk                         | Kramatorsk                             | —                                      | —                                      | 28.04.2022    | neidentificat                                                              |                                  |                                  |                                  |                                           |
| Ucraina                                | Ucraina                                | —                                      | 5/5                                    | 28.04.2022    | interceptare de apărarea anti-rachetă a Ucrainei                           |                                  |                                  |                                  |                                           |
| 30.04.2022                             | regiunea Odesa                         | raionul Cetatea Albă                   | —                                      | —             | infrastructură feroviară                                                   |                                  |                                  |                                  |                                           |
| 30.04.2022                             | regiunea Odesa                         | Odesa                                  | Oniks⁠(d)                               | —             | pista Aeroportului Internațional Odesa                                     |                                  |                                  |                                  |                                           |